# Gregorius IV
Gregorius IV, född okänt i Rom, död där 25 januari 844, var påve från slutet av år 827 till sin död 25 januari 844.

## Biografi
Gregorius var av förnäm romersk börd, och son till en man vid namn Johannes. Innan han blev påve var han kardinalpräst av Sankt Markuskyrkan, vilken han lät smycka med mosaiker. Paschalis I prästvigde honom för hans fromhet. När han 827 valdes till påve ville han till en början inte acceptera utnämningen, utan menade sig ovärdig. Påvevalet kan ses som ett av de första där den sekulära romerska adeln hade reell makt av valet av påve, vilket skulle fortsätta en lång tid framöver. 
Gregorius stod i början av sitt pontifikat i starkt beroende av den frankiska kungamakten och uppträdde senare på föranstaltande av kung Lothar I, men utan framgång som medlare mellan kejsar Ludvig den fromme och hans söner. Gregorius utnämnde Ansgar till ärkebiskop och påvlig legat i norra och östra Europa. Han skickade palliet till ärkebiskopssätena i Salzburg, Canterbury och Grado. För att blidka Ludvig utbildade han präster i musik i Rom. Gregorius utfärdade en bestämmelse till Ludvig att fira Alla helgons dag i hela imperiet.
Gregorius är begraven i Peterskyrkan.